# 三重県運転免許センター

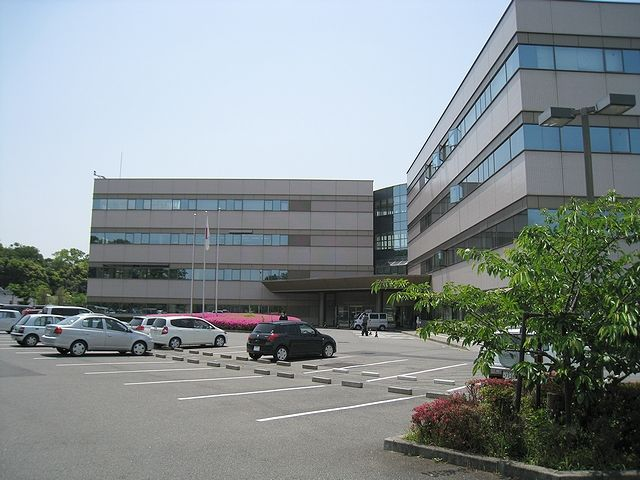
三重県運転免許センター庁舎

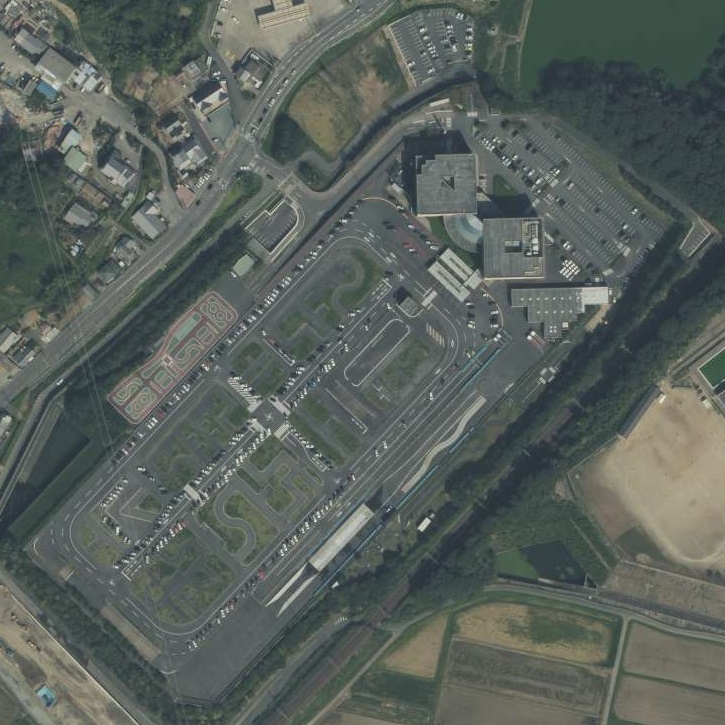
全景（2011年）
出典：『国土交通省「国土画像情報（カラー空中写真）」（配布元：国土地理院地図・空中写真閲覧サービス）』

三重県運転免許センター （みえけんうんてんめんきょセンター）は、三重県警察が管理する運転免許試験場である。
かつては三重県津市高茶屋四丁目にあったものが、同市の現在地へ移転した。

## 概要
中央管理棟および東ウイングと西ウイングからなり、西ウイングにおいて運転免許更新手続き（講習・適性検査・免許証発行）および違反処分者（免許停止処分者）講習の業務、東ウイングにて教習所卒業を含む新規免許受験申請及び外来による運転免許試験（一発試験）が平日に実施されている（試験・審査のみで場内試験コースにおける練習走行は、年間を通して原則不可である）。
建物4階には三重県交通安全協会と交通安全を学ぶ交通安全センターがある。

## 所在地
- 三重県津市大字垂水2566番地

## 交通機関
- 近鉄名古屋線 南が丘駅下車、徒歩で約15分。
- 三重交通バス「運転免許センター」バス停下車、徒歩で約2分。